# Oxford Synthesiser Company
The Oxford Synthesiser Company eller OSC startades av bland andra Chris Hugget efter att EDP hade gått i konkurs. OSC:s mest kända synthesiser är hybridsynthesisern OSCar från 1983. OSC är ett av de företag som uteslutande använder den brittiska benämningen synthesiser istället för synthesizer på sina instrument.